# Tönsystem
Als Tönsystem, seltener auch Mischsystem (engl.: Tinting system, mixing system) wird die Kombination aus einer definierten Anzahl (meist 12 bis 20) Pigmentpräparationen bezeichnet, die über eine Dosieranlage und eine Softwarelösung zum Farbtonmanagement miteinander verbunden sind.

## Komponenten eines Tönsystems
Das Tönsystem besteht aus den Komponenten Pigmentpräparation, Dosieranlage und Farbtonmanagementsoftware.
Pigmentpräparationen sind bindemittelhaltige oder bindemittelfreie Mischungen aus einem oder mehreren Pigment(en), Dispergiermitteln und Retentiosmittel. Je nach Anwendung kommt noch Wasser oder Lösemittel hinzu. Die Pigmentauswahl richtet sich, ebenso wie deren Anzahl, nach den Anwendungen der einzufärbenden Systeme.
Die Pigmentpräparationen werden über eine Dosieranlage in den Basislack dosiert. Je nach Anwendung kann dieser Basislack klar, weiß oder leicht eingefärbt sein. Je nach Art und Größe der Dosieranlage stehen Behälter für die Befüllung mit Pigmentpräparationen zur Verfügung, die wegen der Austrocknung möglichst luftdicht verschlossen sein sollten. Je kleiner die einzufärbenden Gebinde sind, desto höhere Anforderungen werden an die Dosiergenauigkeit gestellt, die wiederum die Farbtongenauigkeit massiv beeinflusst.
Die dritte Komponente ist eine Software zum Farbtonmanagement. Die Software muss im einfachsten Fall in der Lage sein, einen gespeicherten Farbton auf Anfrage an die Dosieranlage weiterzugeben. Im nächsten Schritt können einem vom Kunden vorgelegten Farbton mit dem nächstliegenden gespeicherten Farbton nachstellen. Beides erfordert eine relativ große Farbtondatenbank und damit eine große Anzahl an gespeicherten Formulierungen. Weiterhin ist es möglich, über die Möglichkeiten der Korrekturrechnung spezifische Farbtöne genauer nachstellen zu können. Speziell bei Point-of-Sale-Systemen besteht aber weiterhin die Problematik, dass eine Farbtonkorrektur nicht möglich ist, von manueller Tönung abgesehen.
Indirekt zum Tönsystem gehört die aufwendige Formulierungspflege. Die hinterlegten Formulierungen müssen aufgrund von etwaigen Rohstoffänderungen oder neuen gesetzliche Anforderungen regelmäßig angepasst werden, da die Reproduzierbarkeit von Farbtönen im Zweifelsfall auch nach Jahren noch gegeben sein muss.

## Arten von Tönsystemen

### Point-of-Sale
Point-of-Sale-Tönsysteme (Tönung am Verkaufsort) sind Abtönautomaten, die direkt am Verkaufspunkt aufgestellt werden, also z. B. in einem Baumarkt. Diese produzieren im Wesentlichen Kleinmengen. Die Pigmentpräparationen müssen relativ lange lagerstabil sein, da sie nur langsam verbraucht werden. Die Farbtonmanagementsoftware muss dagegen eine große Anzahl von Farbtönen ermöglichen.
Diese Art von Tönsystemen wird im Wesentlichen als Serviceleistung für Baumarktkunden angeboten. Diese ersparen sich dadurch die aufwendige manuelle Abtönung. Insbesondere ergibt sich eine höhere Farbtonsicherheit, falls mehr Material als geplant benötigt wird.

### In-Plant-Tinting
In-Plant-Tinting (Werkstönung) bezeichnet die Fertigung größerer Mengen eines Farbtons in der Produktion des Lackherstellers. Hier ist die Fertigung größerer Mengen wirtschaftlicher. Die Pigmentpräparationen werden hier schneller verbraucht und die Anzahl an herstellbaren Farbtönen ist geringer, da sich die Herstellung im Werk nur für großvolumige Produkte lohnt. Im Werk besteht meist die Möglichkeit, von Hand nachzutönen, dies auch mit Pigmenten, die nicht im System enthalten sind.
Werkstönsysteme werden üblicherweise eingesetzt, um die Komplexität im Werk zu reduzieren. Viele verschiedene Lacksysteme erfordern eine möglichst universelle Lösung, da andernfalls jedes Pigment in jedem System einzeln dispergiert werden müsste. Aufgrund der dann entstehenden Kleinmengen bei der Fertigung dieser Halbfabrikate ist dies unwirtschaftlich.

## Kriterien für die Pigmentauswahl

### Generelle Kriterien
Bei der Pigmentauswahl für ein Tönsystem muss darauf geachtet werden, dass mit möglichst wenig Pigmenten möglichst viele Farbtöne abgedeckt werden. Wesentliche Kriterien für die Mindestanzahl der Pigmente sind die Anzahl an einzufärbenden Systemen, die Anzahl an abzudeckenden Echtheitsniveaus und nicht zuletzt der erreichbare Farbraum.
Eine Abdeckung von vielen Farbtonbereichen oder einigen Farbtonbereichen mit höherem Chroma erfordert größere Anzahl an Pigmenten. Demgegenüber kann der Verzicht auf Farbtonbereiche eine Verringerung der Pigmentanzahl ermöglichen.
Eine größere Anzahl an einzufärbenden Systeme kann die Anzahl der Pigmente erhöhen, da durch die Eignung der Pigmente nicht für jedes Lacksystem gleich ist und so des Öfteren zwei Pigmente für den gleichen Zweck, aber für unterschiedliche Systeme verwendet werden. Ein weiterer Grund für den Einsatz zweier ähnlicher Pigmente in unterschiedlichen Anwendungen kann auch der niedrige Preis eines Pigments mit begrenztem Einsatzbereich sein. Aufgrund der großen Unterschiede tritt diese Thematik häufig bei Tönsystemen für Industrielacken auf. Abzuwägen ist hier immer, ob der Einsatz von zwei oder mehr Tönsystemen eventuell wirtschaftlicher ist.
Ein weiteres Kriterium ist die Abdeckung verschiedener Echtheitsniveaus. Bei Tönsystemen für Dispersionsfarben müssen Tönsysteme häufig Systeme für die Innen- und Außenanwendung gleichzeitig abdecken. Diese erfordern eine völlig unterschiedliche Pigmentauswahl (innen: preisgünstig, außen: sehr hochwertig). Die Anzahl der Pigmente wird auch dadurch erhöht.
Generell ist zu beachten, dass der komplexitätsreduzierende Effekt bei einer zu großen Anzahl von Pigmenten im System weitaus geringer wird.

### Spezielle Anwendungen
Sogenannte Mehrzweckabtönsysteme, oft auch (nicht ganz korrekt) Universalpastensystem genannt sind Tönsysteme, die sowohl für die Einfärbung von lösemittelhaltigen, wie auch wässrigen Lacken und Dispersionsfarben geeignet sind. Die Bezeichnung "universal" ist deswegen nicht korrekt, da nicht alle, sondern nur eine begrenzte Auswahl an Systemen eingefärbt werden können. Die Auswahl an Pigmenten für diese Art von Systemen ist jedoch stark begrenzt.
Tönsysteme für Industrie- oder Automobilreparaturlacke müssen meist mehr Pigmente enthalten, da dort zusätzliche Farbtonbereiche abgedeckt werden müssen. Zu diesen gehören z. B. die Metallic- und Effektlacke, die eine transparente Pigmentierung benötigen. Ein anderes Beispiel sind tiefe Rubin-Farbtöne, die beispielsweise bei Dispersionsfarben üblicherweise nicht verwendet werden, da der Basislack meist weiß ist.
Für Dispersionsfarben müssen meist Pigmentierungsvarianten für billige Innenwandfarben und hochwertige Fassadenfarben vorgesehen werden. Reine Innensysteme kommen dagegen meist mit einer sehr schlanken Pigmentierung aus (teilweise unter 10 Pigmente).
Es werde auch sogenannte „Handabtönsysteme“ angeboten. Diese stellen in diesem Sinne aber kein Tönsystem dar, da sowohl Dosieranlage als auch Softwarekomponente fehlen. Eingesetzt werden diese zur manuellen Nachtönung bei professionellen Malern.